# Pamela Geller

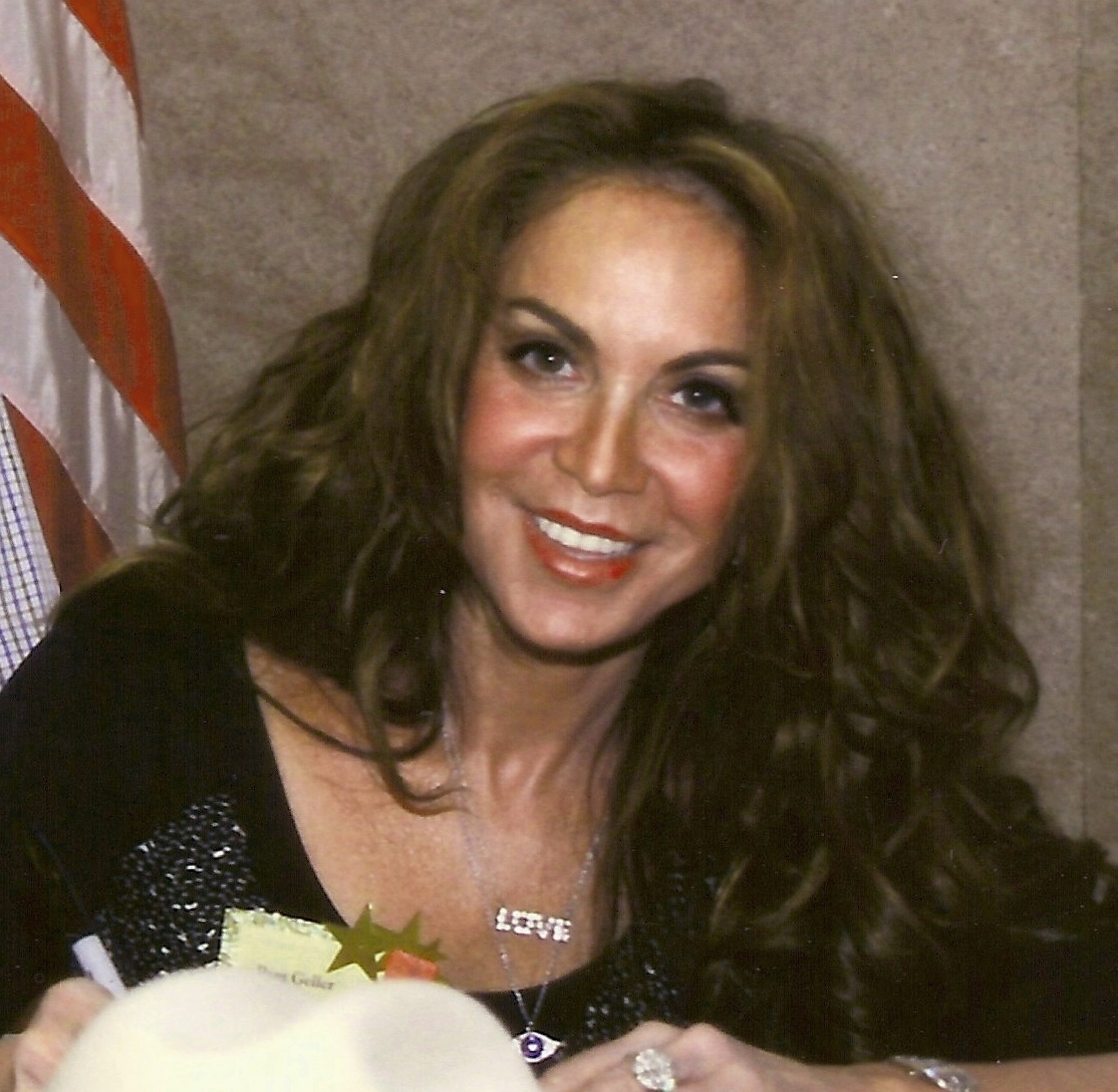
Pamela Geller

Pamela Geller (* 14. Juni 1958 in Hewlett Harbor, New York) ist eine US-amerikanische Bloggerin, Autorin, politische Aktivistin und Kommentatorin. Sie ist hauptsächlich bekannt für ihre Aktivitäten gegen den Islam. Dazu gehört das Engagement gegen den Bau eines islamischen Gemeinschaftszentrums nahe dem ehemaligen Gelände des World Trade Center. Sie erklärte, ihre Bloggeraktivitäten und Kampagnen in den USA richteten sich gegen eine „schleichende Scharia“. Geller wird nicht nur als eine Kritikerin des Islamismus beschrieben, sondern bezeichnet sich auch selbst als seine Gegnerin und islamfeindlich.

## Leben
Geller war in den 1980ern Finanzanalystin für die Daily News. Danach war sie von 1989 bis 1994 Mitverlegerin des New York Observer. In einem Interview mit der Village Voice gab sie bekannt, dass sie ihre politische Aktivität wegen der Terroranschläge am 11. September 2001 angefangen habe. Sie schuf 2004 einen Blog mit dem Namen Atlas Shrugs. Der Blog bekam tausende Leser, als Geller die Mohammed-Karikaturen dort veröffentlichte, was viele Zeitungen nicht taten.

Auf der Conservative Political Action Conference (CPAC) im Jahre 2010 sprach Geller über ihre Sichtweise des Dschihad und kritisierte den Bericht des Pentagons zum Amoklauf in Fort Hood. Geller sprach vier Jahre lang regelmäßig auf der CPAC, ihr wurde jedoch im Jahre 2013 verboten, dort weiter aufzutreten.
Sie ist eine Unterstützerin der English Defence League (EDL). Ihr wurde jedoch verboten, Großbritannien zu betreten. Als Grund für das Verbot wurden vom Innenministerium Zitate von ihr angegeben wie: „Al-Qaida ist eine Manifestation des gläubigen Islam.“

## Ansichten
Geller publiziert vor allem über ihren Blog Atlas shrugs, deren Titel sich an den Roman der Autorin Ayn Rand Atlas Shrugged anlehnt. Zudem arbeitet sie mit Robert Spencer auf seiner Website Jihad Watch zusammen. 2010 war sie Mitbegründerin der anti-islamischen Organisation Amerikanische Initiative zur Verteidigung der Freiheit (AFDI). Sie gilt als eine der einflussreichsten Aktivisten der islamophoben Szene in den Vereinigten Staaten.
Geller warnt mit ihrer Organisation vor einer vermeintlichen Islamisierung Amerikas und hält den ehemaligen US-Präsidenten Barack Obama für einen Muslim, der die USA zerstören wolle. Sie spricht sich öffentlich gegen Islamismus aus. Sie sagt von sich, dass sie kein Problem mit dem Islam habe, sondern mit Islamismus. Nachdem sie ihre antidschihadistischen Ansichten auf Plakaten verbreitet hatte, wurde ihr vom Council on American-Islamic Relations antimuslimischer Rassismus vorgeworfen. Sie wiederum sagte, dass sich die Plakate nicht gegen alle Muslime richteten, sondern nur gegen die Terroristen. Gerne zitiert Geller Recep Tayyip Erdoğan, um ihre Ansichten zu untermauern. Sie behauptete auch, dass der Islam „die antisemitischste, genozidalste Ideologie“ sei.
2014 ließ sie im Rahmen einer Kampagne auf 20 Busse der Washingtoner Verkehrsbetriebe das Foto eines 1941 stattgefundenen Treffens zwischen Mohammed Amin al-Husseini und Adolf Hitler drucken, verbunden mit der Aufforderung, alle Finanzhilfen an mehrheitlich islamische Länder einzustellen, und der Feststellung, dass „islamischer Judenhass“ im Koran gründe. Kritisiert wurde diese Kampagne, beispielsweise vom Council on American-Islamic Relations, als „Propaganda“, die selbst Hass schüre.
Geller versteht sich als Zionistin und appellierte über den religiös-zionistischen Sender Arutz Scheva in einem Aufruf an Israel in Bezug zum Nahostkonflikt mit den Worten:

“So I say to Israel, stand loud and proud. Give up nothing. Turn over not a pebble. For every rocket fired, drop a MOAB. Take back Gaza. Secure Judea and Samaria. Stop buying Haaretz. Throw leftists bums out. Stand straight and walk on. Be worthy of your ancestors.”

Anfang Mai 2015 war eine Veranstaltung in Garland bei Dallas in Texas der von ihr mitbegründeten Organisation AFDI, in der Mohammed-Karikaturen gezeigt und auch Geert Wilders als Gastredner eingeladen wurde, Ziel eines Anschlags. Ein Wachmann wurde dabei verletzt, die Angreifer wurden getötet.

### Stop Islamization of America
Geller ist Mitgründerin von Stop Islamization of America. Diese Organisation wurde sowohl von der Anti-Defamation League als auch dem Southern Poverty Law Center (SPLC) als antimuslimische Hassgruppe verurteilt. Geller selber bezeichnet das SPLC als „linksextreme“ Organisation.

## Geplanter Mordanschlag
Im Juni 2015 griff Usaama Rahim, ein in Boston lebender Anhänger des Islamischen Staates, mehrere Polizisten mit einem Messer an, die ihn verhaften wollten. Er war seit einigen Tagen überwacht worden, weil er drei Messer über Amazon gekauft hatte und Propaganda des Islamischen Staates verbreitet hatte. Bei der Überwachung wurde ermittelt, dass er und sein Neffe David Wright geplant hatten, Geller wegen ihrer anti-islamischen Haltung durch Köpfen zu ermorden. Da sich dies als zu schwierig erwies, hatte Rahim beschlossen, stattdessen einen Polizisten zu ermorden. Während der Auseinandersetzung mit der Polizei wurde Rahim erschossen. Wright und ein weiterer Mann, Nicholas Rovinski, wurden einige Tage später verhaftet und wegen Verschwörung und Unterstützung einer terroristischen Organisation angeklagt. Rovinski bekannte sich im September 2016 schuldig und sagte gegen Wright aus, wodurch er zu relativ milden 16 Jahren Gefängnis verurteilt wurde. Wright wurde im Dezember 2017 zu 28 Jahren Gefängnis verurteilt.